# C19H26N2
化学式C19H26N2（摩尔质量：282.43 g/mol）可能指：
- 4,4'-亚甲基双(2-甲基-6-乙基苯胺)，CAS号：19900-72-2
- 去甲氧基去乙酰基白坚木碱，CAS号：2912-09-6
- (-)-白坚木胺，CAS号：4850-21-9
- N,N'-二苄基-1,5-戊二胺，CAS号：41640-76-0
- N,N'-二苯基-1,7-庚二胺，CAS号：5498-78-2

|  | 这个同类索引页列出了具有相同分子式的化学物（即同分異構體）条目。 除非您是有意链接至本页，否则应将相应条目的内部链接指向正确的条目。 |